# جوليان ويلسون
جوليان ويلسون (بالإنجليزية: Julian Wilson)‏ هو صحفي بريطاني، ولد في 21 يونيو 1940، وتوفي في 20 أبريل 2014 في نيوماركت ‏ في المملكة المتحدة.

## وصلات خارجية
- جوليان ويلسون على موقع IMDb (الإنجليزية)